# 广告学
廣告學是將廣告以學術性的方法來教育和研究的學科。不少大學都有開設這個科目，而且通常都列在传播學院下面。广告学两大支柱是传播学和市场营销学。

## 分类
- 广告史
- 广告心理学
- 市场调研
- 廣告設計
- 广告策划
- 广告管理
- 广告媒体
  - 电视媒体
  - 电台媒体
  - 报纸媒体
    - 通栏广告
    - 报眉广告
    - 分类广告
    - 整版广告
    - 半版广告
    - 报花

  - 杂志媒体
  - 互联网媒体
  - 户外媒体
- 不同類型的廣告分類：
  - 国际广告
  - 网络广告

## 另見
- 廣告
- 行銷學